# Rapiniamo il duce
Rapiniamo il duce è un film italiano del 2022 scritto e diretto da Renato De Maria.

## Trama
Milano, aprile 1945. La città, ormai in macerie, brucia sotto i bombardamenti, la Resistenza e gli alleati anglo-americani stanno per spazzare definitivamente via i rimasugli di un regime fascista ormai pronto alla fuga e l’unica cosa a cui puntano tutti è sopravvivere. Lo sa bene Isola, contrabbandiere del mercato nero, che cerca con i suoi compagni, Marcello e Amedeo, di tenere salva la pelle mentre vendono armi ai partigiani. Lo sa anche la sua fidanzata Yvonne, cantante del Cabiria, costretta a sopportare le attenzioni di Borsalino, gerarca fascista pronto a fuggire in Svizzera con l’oro di Mussolini in caso di sconfitta del regime. Lo stesso oro che Isola si è messo in testa di rubare per dare una svolta alla sua vita e perché poi, da ladro, è l’unica cosa che gli riesce bene.

## Promozione
Il primo trailer del film viene diffuso il 22 settembre 2022.

## Distribuzione
Il lungometraggio è stato presentato in anteprima il 15 ottobre 2022 alla 17ª Festa del Cinema di Roma e distribuito in streaming sulla piattaforma Netflix il 26 ottobre dello stesso anno.